# Brzezinka (powiat strzelecko-drezdenecki)
Brzezinka (niem. Birkbruch) – wieś w Polsce położona w województwie lubuskim, w powiecie strzelecko-drezdeneckim, w gminie Zwierzyn.
W latach 1975–1998 miejscowość administracyjnie należała do województwa gorzowskiego.